# MTV Movie Award alla miglior performance
L'MTV Movie Award per la migliore performance (MTV Movie Award for Best Performance) è un premio cinematografico statunitense assegnato agli MTV Movie Awards, nel 2006 e nel 2007 e di nuovo dal 2017 con il nome Best Actor in a Movie.
In precedenza ed in seguito sono stati assegnati due premi distinti per il miglior interprete maschile (Best Male Performance) e la migliore interprete femminile (Best Female Performance).

## Vincitori e candidati
I vincitori sono indicati in grassetto, a seguire gli altri candidati.

### Anni 2000-2009
- 2006: Jake Gyllenhaal - I segreti di Brokeback Mountain (Brokeback Mountain)
  - Joaquin Phoenix - Quando l'amore brucia l'anima - Walk the Line (Walk the Line)
  - Rachel McAdams - Red Eye
  - Steve Carell - 40 anni vergine (The 40-Year Old Virgin)
  - Terrence Howard - Hustle & Flow - Il colore della musica (Hustle & Flow)
  - Reese Witherspoon - Quando l'amore brucia l'anima - Walk the Line (Walk the Line)
- 2007: Johnny Depp - Pirati dei Caraibi - La maledizione del forziere fantasma (Pirates of the Caribbean: Dead Man's Chest)
  - Gerard Butler - 300
  - Jennifer Hudson - Dreamgirls
  - Keira Knightley - Pirati dei Caraibi - La maledizione del forziere fantasma (Pirates of the Caribbean: Dead Man's Chest)
  - Beyoncé - Dreamgirls
  - Will Smith - La ricerca della felicità (The Pursuit of Happyness)

### Anni 2010-2019
- 2017: Emma Watson – La Bella e la Bestia (Beauty and the Beast)[2]
  - Daniel Kaluuya – Scappa - Get Out (Get Out)
  - Hailee Steinfeld – 17 anni (e come uscirne vivi) (The Edge of Seventeen)
  - Hugh Jackman – Logan: The Wolverine (Logan)
  - James McAvoy – Split
  - Taraji P. Henson – Il diritto di contare (Hidden Figures)
- 2018: Chadwick Boseman - Black Panther[3]
  - Timothée Chalamet - Chiamami col tuo nome (Call Me by Your Name)
  - Ansel Elgort - Baby Driver - Il genio della fuga (Baby Driver)
  - Daisy Ridley - Star Wars: Gli ultimi Jedi (Star Wars: The Last Jedi)
  - Saoirse Ronan - Lady Bird
- 2019: Lady Gaga - A Star Is Born[4]
  - Sandra Bullock - Bird Box
  - Lupita Nyong'o - Noi (Us)
  - Rami Malek - Bohemian Rhapsody
  - Amandla Stenberg - Il coraggio della verità - The Hate U Give (The Hate U Give)

### Anni 2020-2029
- 2021[5]: Chadwick Boseman - Ma Rainey’s Black Bottom
  - Sacha Baron Cohen - Il processo ai Chicago 7 (The Trial of the Chicago 7)
  - Daniel Kaluuya - Judas and the Black Messiah
  - Carey Mulligan - Una donna promettente (Promising Young Woman)
  - Zendaya - Malcolm & Marie
- 2022[6]: Tom Holland – Spider-Man: No Way Home
  - Lady Gaga – House of Gucci
  - Robert Pattinson – The Batman
  - Sandra Bullock – The Lost City
  - Timothée Chalamet – Dune